# Shel Silverstein
Sheldon Alan "Shel" Silverstein (25. september 1930 – 10. maj 1999) var en amerikansk multikunstner, der især var kendt som digter, sangskriver, musiker og tegneserietegner. Han udviklede sin helt egen stil i sit forfatterskab som følge af, at han aldrig interesserede sig for andre digteres værker. Især hans sange nåede stor udbredelse, da de blev fortolket af f.eks. Johnny Cash ("A Boy Named Sue" og "25 Minutes to Go") og Dr. Hook & The Medicine Show ("The Cover of the Rolling Stone" og "Sylvia's Mother").
Flere af hans sange er gendigtet på dansk og indspillet af f.eks. Povl Dissing ("25 minutter endnu") og Eddie Skoller ("The Cover of the Rolling Stone" fordansket til "Søndags B.T.").

## Værker

### Bøger
- Take Ten (Pacific Stars and Stripes, 1955); gendugivet i som Grab Your Socks! (Ballantine Books, 1956)
- Now Here's My Plan (Simon & Schuster, 1960) (første samling af amerikanske tegneserier)
- Uncle Shelby's ABZ Book (Simon & Schuster, 1960) (første bog med originalt materiale for voksne)
- Playboy's Teevee Jeebies (Playboy Press, 1963)
- Uncle Shelby's Story of Lafcadio: The Lion Who Shot Back (Harper & Row, 1963) (første børnebog)
- A Giraffe and a Half (Harper & Row, 1964)
- The Giving Tree (Harper & Row, 1964)
- Who Wants a Cheap Rhinoceros? (Macmillan, 1964)
- Uncle Shelby's Zoo: Don't Bump the Glump! and Other Fantasies (Simon & Schuster, 1964)
- More Playboy's Teevee Jeebies (Playboy Press, 1965)
- Where the Sidewalk Ends (Harper & Row, 1974) (første samling af digte)
- The Missing Piece (Harper & Row, 1976)
- The Devil and Billy Markham (Playboy 25th Anniversary Issue, January 1979)
- Different Dances (Harper & Row, 1979)
- A Light in the Attic (Harper & Row, 1981)
- The Missing Piece Meets the Big O (Harper & Row, 1981)
- Falling Up (HarperCollins, 1996)
- Draw a Skinny Elephant (HarperCollins, 1998)
- Runny Babbit (HarperCollins, 2005) (udgivet posthumt)
- Don't Bump the Glump! and Other Fantasies (HarperCollins, 2008 genudgivelse)
- Every Thing on It (HarperCollins, 2011) (udgivet posthumt)
- Runny Babbit Returns (HarperCollins, 2017) (udgivet posthumt)

### Album
- Hairy Jazz (Elektra Records) (1959)
- Inside Folk Songs (Atlantic Records) (1962)
- Shel Silverstein's Stag Party (Crestview Records) (1963)
- I'm So Good That I Don't Have to Brag (Cadet Records) (1965)
- Drain My Brain (Cadet Records) (1967)
- Boy Named Sue and Other Country Songs (RCA Records) (1969)
- Ned Kelly (United Artists) (1970) film soundtrack
- Who Is Harry Kellerman and Why Is He Saying Those Terrible Things About Me? (Columbia/CBS Records) (1971) film soundtrack
- Freakin' at the Freakers Ball (Columbia/CBS Records) (1972)
- Crouchin' on the Outside (Janus Records), collection of I'm So Good... and Drain My Brain (1973)
- Songs and Stories (Parachute Records) (1978)
- The Great Conch Train Robbery (Flying Fish Records) (1980)
- Where the Sidewalk Ends (Columbia/CBS Records) (1984)
- A Light In the Attic (Columbia/CBS Records) (1985)
- Underwater Land (with Pat Dailey) (Olympia Records) (2002) (released posthumously)
- The Best of Shel Silverstein: His Words His Songs His Friends (Legacy/Columbia/Sony BMG Music Entertainment) (2005) (released posthumously)
- Twistable, Turnable Man: A Musical Tribute to the Songs of Shel Silverstein (Sugar Hill) (2010) (Tribute album)